# Општина Орцишоара (Тимиш)
Орцишоара (рум. Orţişoara) општина је у Румунији у округу Тимиш.
Oпштина се налази на надморској висини од 141 m.